# Joseph-O. Vandal
Joseph-O. Vandal, né à Saint-Marc-des-Carrières en 1907 et mort à Sainte-Foy en 1994, a été le père de la viticulture au Québec.

## Biographie
Diplômé en agronomie par l’Institut d’Oka en 1935, il poursuivit ses études à l’Université McGill de Montréal puis aux États-Unis, notamment à l’université Cornell dans l’État de New-York.
En 1939, il fut embauché à l’université Laval comme chercheur puis professeur de génétique. Là, il développa de nombreuses plantes et cultivars fruitiers adaptés au climat québécois. Travailleur archarné, il construisit sa propre pépinière au nord du campus pour fournir des plants à son employeur. Son inventaire de 1949 et 1950 montre qu'il a planté plus de 11 000 plants de 130 espèces différentes. Cette pépinière lui servit aussi à satisfaire son esprit de recherche ; une partie de ces dernières allait contribuer à l’avancement du secteur viticole.
Dès 1947, il débuta en effet la sélection de cépages pour la viticulture québécoise. Sur les 12 000 plants produits jusqu'en 1962, il en transféra les meilleurs spécimens à la ferme Deschambault, un site qui est devenu depuis le Centre de recherche en sciences animales de Deschambault. Il étudia durant toute sa carrière plus de trois-cents variétés de vignes de France, des États-Unis et du Canada.
Sa passion ne s'éteignit pas à sa retraite en 1969. Il fit en effet transférer une partie de ses plants dans son domaine à Lotbinière et, dans la décennie qui suivit, identifia quatre cépages suffisamment rustiques et précoces pour être cultivés localement : Minnesota 78 (en), Léon Millot, Maréchal Foch et Eona.
Avec quelques collaborateurs, il fonda le 2 novembre 1979 l’association des viticulteurs du Québec dont les objectifs sont le développement et la promotion de la viti-viniculture au Québec. Pour ce faire, le vignoble communautaire de Bourg-Royal à Charlesbourg fut planté en 1983.
Avec l’aide de Mario Cliche, enseignant à l’Institut de technologie agroalimentaire de Saint-Hyacinthe et lui-même spécialisé dans les croisements de la vigne, il développa en 1985, soit au bout de quarante ans de labeur, le premier véritable hybride rustique de vigne : le vandal-cliche.

## Hommages toponymiques
La rue des Cyprès, dans la ville de Québec, a déjà porté le toponyme de rue Vandal, en son honneur, entre 1955 et 1960, dans l'ancienne ville d'Orsainville 

## Sources
- Joseph-O. Vandal sur potagersdantan.wordpress.com, consulté le 9 septembre 2011
- Hommage à Joseph O. Vandal par Mario Cliche sur vitinord.org, consulté le 9 septembre 2011